# Betina Riegelhuth
Betina Riegelhuth, född 17 juni 1987, är en norsk handbollsspelare.

## Klubblagsspel
Betina Riegelhuth började spela handboll i sin hemort Ski, där också hennes syster Linn-Kristin Riegelhuth Koren började spela. Därefter var hon tre år i Njård. I januari 2006 undertecknade Betina Riegelhuth ett kontrakt med Bækkelagets SK. Med BSK vann hon 2006 norska juniormästerskapet och fick speltid i norska elitserien. År 2008 bytte hon klubb till ligarivalen Storhamar Håndball. Säsongen 2009–2010 stod hon för 112 mål för Storhamar, och kom på sjunde plats i skytteligan i elitserien. 7. Samma säsong spelade hon kvartsfinal i EHF Cupvinnarcup, där Storhammar förlorade mot slutsegraren ŽRK Budućnost Podgorica. Säsongen 2015–2016 spelade Riegelhuth för Team Esbjerg och var med om att vinna danska mästerskapstiteln. 2016 återvände hon till Norge och Storhammar.

## Landslagsspel
Betina Riegelhuth spelade 7 matcher för norska B-landslaget. Hon debuterade 31 juli 2010 i landslaget. Hennes mästerskapsdebut var i EM 2014. Norge och Riegelhuth vann EM 2014. Sin bästa match i EM 2014 gjorde hon i huvudrundan då Norge mötte Danmark då hon stod för 7 mål, flest i laget. Ett år senare vann hon VM 2015 i Danmark. Med norska beachhandbollslandslaget vann hon 2010 VM. År 2010 deltog hon också i Polis-EM i handboll. Med detta norska log tog hon silvret i turneringen och blev uttagen i All Star Team. Hittills har hon spelat 53 och gjort 52 mål i norska landslaget.

## Privatliv
Betina Riegelhuth är yngre syster till Linn-Kristin Riegelhuth Koren.